# Омит
Омит (Омат; англ. Omeath [o:'mi:t]; ирл. Ó Méith) — деревня в Ирландии, находится в графстве Лаут (провинция Ленстер) в 6 км от Карлингфорда, на дороге R137, граничит с Северной Ирландией. Железнодорожная станция Омита открыта 1 августа 1876 года и была закрыта 1 января 1952 года.

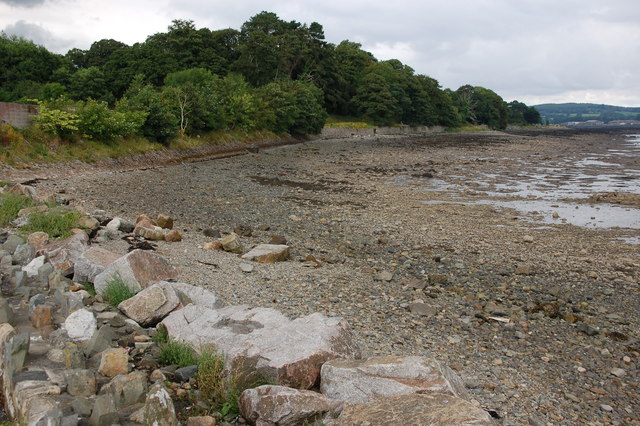
Пляж Омита

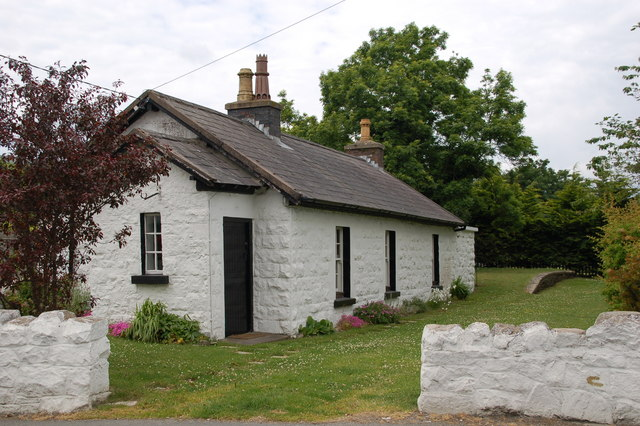
Железнодорожная станция Омита

## Демография
Население — 439 человек (по переписи 2006 года). В 2002 году население составляло 231 человек.
Данные переписи 2006 года:
| Общие демографические показатели |               |                               |                               |      |      |
| Всё население                    | Всё население | Изменения населения 2002—2006 | Изменения населения 2002—2006 | 2006 | 2006 |
| 2002                             | 2006          | чел.                          | %                             | муж. | жен. |
| 231                              | 439           | 208                           | 90                            | 224  | 215  |